# Namibiana rostrata
Espèce
Synonymes
- Stenostoma rostrata Bocage, 1886
- Leptotyphlops rostratus (Bocage, 1886)

Statut de conservation UICN

 DD  : Données insuffisantes
Namibiana rostrata est une espèce de serpents de la famille des Leptotyphlopidae.

## Répartition
Cette espèce est endémique d'Angola.	

## Publication originale
- Bocage, 1886 : Typhlopiens nouveaux de la Faune africaine. Jornal de Sciencias Mathematicas, Physicas, e Naturaes, Lisboa, vol. 11, p. 171-174 (texte intégral).